# Vladimir Dašić
Vladimir Dašić (in montenegrino Влaдимир Дaшић; Titograd, 13 maggio 1988) è un cestista montenegrino.

## Carriera
Dopo aver giocato nelle giovanili del Budućnost, inizia la sua carriera da cestista professionista esordendo con la Prima Squadra della stessa società nel 2004 nel Campionato montenegrino dove resta sino al 2009. Nello stesso anno si trasferisce in Spagna nella Liga ACB dove gioca per la prima parte della stagione con la maglia del Real Madrid; il finale di stagione lo disputa con il Gran Canaria. Dall'ottobre del 2010 gioca in Italia nella Serie A con la Virtus Roma. Nel 2008 ha partecipato con la Nazionale del Montenegro al Campionato Europeo Under 20 in cui è stato migliore realizzatore (22,80 punti/partita) e leader nelle palle recuperate (2,60 palle recuperate/partita).

## Palmarès
- Campionato montenegrino: 3

Budućnost: 2006-07, 2007-08, 2008-09
- Coppa del Montenegro: 4

Budućnost: 2007, 2008, 2009, 2015
- Coppa di Slovenia: 1

Union Olimpija: 2012
- Coppa del Presidente: 1

Beşiktaş: 2012
- Coppa di Cipro: 1

AEK Larnaca: 2017